# Filip Radzimiński
Filip Radzimiński herbu Lubicz (ok. 1745-?) – marszałek ziemi sanockiej, starosta dmitrowski, starosta terleszyński, cześnik wołyński, obrany regimentarzem sanocko-krakowskim w konfederacji barskiej, komendant twierdzy Jasnogórskiej, po odwołaniu Kazimierza Pułaskiego dowódca wojsk Konfederacji.
13 listopada 1769 r. na sejmiku w Sanoku Marszałkiem Konfederacji Ziemi Sanockiej wybrano Filipa Radzimińskiego.
Był dowódcą walk w okolicach Łańcuta, Rzeszowa, Kolbuszowej, Sędziszowa i Mielca.
14 maja 1772 r. bronił granicy w Barwinku przed wkroczeniem zaborczych wojsk austriackich. Przybył wtedy oficer austriacki wzywając do usunięcia się z tego miejsca i zagroził atakiem. Marszałkowie; sanocki Filip Radzimiński i inflancki Zyberk, odpowiedzieli, że stoją we własnym kraju i nie zagrażają sąsiedniemu państwu. I wtedy rozegrała się bitwa. Konfederaci widząc znaczną przewagę wojsk austriackich, wycofali się do Dukli. Po wycofaniu się konfederatów, przez Barwinek wkroczyły wojska korpusu preszowskiej straży przedniej gen. Esterházyego i Hadika, dokonujące rozbioru Polski w imieniu Austriaków.
Krewni:
- prawnuk: Zygmunt Feliks Radzimiński (1843–1928) – ziemianin, archeolog, historyk, genealog, heraldyk
- brat stryjeczny: Michał Ignacy Radzimiński (2 poł. XVIII w.) – poseł